# Mindrum
Mindrum es un pueblo de Northumberland , Inglaterra, en el distrito de Berwick-upon-Tweed . Ahora poco más que una dirección postal, forma el centro de varias granjas.

## Geografía
Mindrum está ubicado en las estribaciones del noroeste de Cheviot Hills en Bowmont Water, uno de los afluentes del río Tweed. Si bien el término montaña puede ser optimista, el pueblo está flanqueado por una cresta clara que va desde Camp Hill hasta Mindrum Mill Crag en su flanco noroeste.

## Etimología
Se cree que el nombre Mindrum es de origen cúmbrico. Puede explicarse como un compuesto de las palabras equivalentes al galés mynydd, 'montaña' y drum, 'cresta'. Mindrum parece tener la misma etimología que Mynydd y Drum en Gales. Si bien el término 'montaña' puede ser optimista, el pueblo está flanqueado por una cresta clara que va desde Camp Hill hasta Mindrum Mill Crag en su flanco noroeste. Aunque la palabra "Min" en galés significa "borde". Por lo tanto, una etimología alternativa, y quizás más lógica, es "borde de la cresta"